# Herpetogramma brachyacantha
Herpetogramma brachyacantha is een vlinder uit de familie van de grasmotten (Crambidae), uit de onderfamilie van de Spilomelinae. De wetenschappelijke naam van deze soort is voor het eerst gepubliceerd in 2019 door Xiao-Qiang Lu, Ji-Ping Wan en Xi-Cui Du.
De spanwijdte bedraagt 31 tot 35 millimeter.
De soort komt voor in China (Sichuan).